# Francisco Matteucci
Francisco Matteucci, né le 16 mai 1903, est un ancien arbitre uruguayen de football. 
Il a la particularité d'être le plus jeune arbitre à avoir officié en coupe du monde, soit à l'âge de 27 ans et 62 jours,.

## Carrière
Il a officié dans une compétition majeure : 
- Coupe du monde de football de 1930 (1 match)